# Зовасар
Зовасар (арм. Զովասար) — село в Арагацотнской области Армении.

## География
Село расположено в северо-западной части марза, на расстоянии 61 километра к северо-западу от города Аштарак, административного центра области. Абсолютная высота — 2100 метров над уровнем моря.
Климат
Климат характеризуется как умеренно холодный, влажный (Dfb в классификации климатов Кёппена). Среднегодовая температура воздуха составляет 4,1 °C. Средняя температура самого холодного месяца (января) составляет −8,8 °С, самого жаркого месяца (августа) — 15,9 °С. Расчётная многолетняя норма атмосферных осадков — 515 мм. Наибольшее количество осадков выпадает в мае (89 мм).

## Население
По данным «Сборника сведений о Кавказе» за 1880 год в селе Агакчи (Ага-кичик) Эчмиадзинского уезда по сведениям 1873 года было 23 азербайджанских и 14 армянских дворов и проживало 160 азербайджанцев (указаны как «татары»), которые были шиитами, и 95 армян.
По данным Кавказского календаря на 1912 год, в селе Агакчи Эчмиадзинского уезда проживало 359 человек, в основном азербайджанцев, указанных как «татары».
| Год переписи | Население          | Население          | Население          | Население            | Население            | Население            |
| Год переписи | Наличное население | Наличное население | Наличное население | Постоянное население | Постоянное население | Постоянное население |
| Год переписи | Всего              | Мужчины            | Женщины            | Всего                | Мужчины              | Женщины              |
| ------------ | ------------------ | ------------------ | ------------------ | -------------------- | -------------------- | -------------------- |
| 2001         | 571                | 265                | 306                | 596                  | 282                  | 314                  |
| 2011         | 468                | 220                | 248                | 497                  | 248                  | 249                  |